# Межа (мультфильм)
«Межа» — советский рисованный мультипликационный фильм студии «Союзмультфильм» 1967 года, созданный режиссёром Вячеславом Котёночкиным по мотивам русских сказок про солдатскую смекалку и былин о появлении Змиевых валов.
Образ Горыныча в дальнейшем был использован в 16 выпуске мультфильма «Ну, погоди!».

## Сюжет
Вернувшийся со службы солдат Кузьма застал родную деревню порушенной и разорённой. Уцелевшие жители поведали ему, что повадился к ним летать Змей Горыныч, а местный воевода вместо защиты ограбил их, да ещё требует оброк царю готовить. Надумал народ бежать от душегубов куда глаза глядят.
И взялся солдат пресечь беззаконие: «Земля ваша — вам на ней и жить!». Схватились царь со Змеем в бою за право называться хозяином здешних угодий, а когда они утомились, предложил им Кузьма, коли соперники равны по силе, поделить землю пополам, вместо того, чтобы угнетать народ. Собрал у царёва войска всё оружие и велел выковать огромную соху в «600 пудов». Запрягся Горыныч, царь сел за пахаря — и пошли межу вести. Поделили они поля с лесами и вышли к морю. Тут как раз обед поспел.
Заметил солдат, что «всё на столе есть, а рыбки да икорки нету. Можно в твоём море рыбки половить?». Пошёл у изрядно захмелевших Горыныча с царём спор, чьё море. В пьяном гневе решили они и его делить — да и утопли оба.

## Создатели
- Автор сценария — Юрий Киршон
- Режиссёр — Вячеслав Котёночкин
- Художник-постановщик — Светозар Русаков
- Композитор — Виктор Купревич
- Оператор — Елена Петрова
- Звукооператор — Георгий Мартынюк
- Ассистенты — Татьяна Фёдорова, Светлана Кощеева
- Монтажёр — Татьяна Сазонова
- Художники-мультипликаторы: Юрий Бутырин, Олег Сафронов, Валентин Кушнерёв, Владимир Зарубин, Владимир Крумин, Леонид Каюков, Антонина Алёшина, Борис Бутаков, Дмитрий Анпилов, Геннадий Сокольский, Светлана Скребнёва, Сергей Маракасов
- Роли озвучивали:

Анатолий Папанов — Змей Горыныч
Евгений Весник — солдат Кузьма
Василий Алчевский — царь
Георгий Вицин — старик
- Редактор — Аркадий Снесарев
- Директор картины — Фёдор Иванов

## Отзывы
Вячеслав Михайлович Котёночкин окончил курсы мультипликаторов при «Союзмультфильме» и начал работать на студии художником-мультипликатором… Однако своё призвание нашёл в озорных, красочных фильмах-сказках для самых маленьких: «Межа» (1967), «На лесной тропе» (1975), «Кто получит приз?» (1979), «Он попался!» (1981), «Котёнок с улицы Лизюкова» (1988).
— Сергей Капков «Наши мультфильмы»